# EN 15224
Die EN 15224 ist die erste bereichsspezifische Norm für ein Qualitätsmanagement in der Medizin auf Grundlage der ISO 9001. Sie will den Zweifeln begegnen, die bisher gegen die Anwendung der ISO 9001 im Gesundheitswesen geäußert wurden. Die Initiative für eine solche Norm wurde bereits 2001 vom CEN gestartet.
Das Dokument wurde im Juni 2012 vom DIN angenommen und im Dezember 2012 als DIN-Norm DIN EN 15224 veröffentlicht. Nach Revision der ISO 9001:2015 wurde die Norm überarbeitet und in Deutschland als DIN EN 15224:2017-05 veröffentlicht. Sie folgt jetzt der Grundstruktur der Qualitätsmanagement-Normen (High Level Structure), übernimmt alle Änderungen der ISO 9001 und schreibt ihre bereichsspezifischen Anforderungen fort.
2023 wurde die internationale Norm ISO 7101 für Qualitätsmanagementsysteme im Gesundheitswesen angenommen, allerdings nicht als europäische oder deutsche Norm übernommen.

## EN 15224
Die EN 15224 ist eine Erläuterung des QM-Systems der ISO 9001 für Organisationen der Gesundheitsversorgung. Sie ist eine unabhängige und bereichsspezifische Norm. Sie kann angewendet werden von allen Organisationen, die klinische Dienstleistungen im Sinne der Norm erbringen einschließlich der dazugehörenden Forschung und Ausbildung. „Klinisch“ wird hier als Kontext verstanden, „in dem Patienten und Personal der Gesundheitsversorgung hinsichtlich eines Gesundheitsproblems zusammenwirken“. Der Anwendungsbereich ist die Festlegung von Anforderungen an ein QM-System, „wenn eine Organisation der Gesundheitsversorgung a) ihre Fähigkeit darlegen muss, beständig Produkte und Dienstleistungen der Gesundheitsversorgung bereitstellen zu können, die die Anforderungen der Kunden und die zutreffenden gesetzlichen und behördlichen Anforderungen erfüllen und b) danach strebt, die Kundenzufriedenheit durch wirksame Anwendung des Systems zu erhöhen…“. Sie ist anwendbar „auf alle Organisationen der Gesundheitsversorgung ungeachtet der Struktur, Organisation, des Eigentümers, der Größe oder der Art der erbrachten Dienstleistungen der Gesundheitsversorgung“. Sie schließt damit alle klinischen Leistungen ein – ärztliche Tätigkeit, Pflege, Physiotherapie, Labor, Röntgen, Prävention usw. Die EN 15224 kann dazu dienen, Organisationen der Gesundheitsversorgung im Rahmen des europäischen Konformitätsbewertungsverfahrens zu zertifizieren. Die Zertifikate sollen europaweit anerkannt werden.

## Unterschiede zwischen ISO 9001 und EN 15224
EN 15224 folgt dem Text der ISO 9001 wortgetreu. Die Anforderungen der ISO 9001 werden für die Gesundheitsversorgung erläutert, einige Aussagen werden verstärkt und der Text der ISO 9001 um einige Aussagen ergänzt. Die Ergänzungen und Kommentare sind in kursiver und blauer Schrift hervorgehoben. Streichungen am Text der ISO 9001 sind grundsätzlich nicht zugelassen.
Folgende Punkte sind deutlich stärker betont oder ganz neu:
- die Verantwortung für ausgegliederte Prozesse (Dienstleister),
- die Einfügung des Risikomanagements in das QM-System,
- Wissensmanagement im Abschnitt zu den Ressourcen,
- Interne Kommunikation, Dokumentenlenkung,
- Vertraulichkeit (Schweigepflicht und Datenschutz) und die
- Erhaltung der Infrastruktur nach Betriebsstörungen

Unmissverständlich betrachtet EN 15224 die klinische Behandlung als „Produkt“ des Krankenhauses (bzw. vergleichbarer Organisationen) – womit alle Anforderungen aus dem Kapitel 8 auch auf die Dienstleistungen in der Gesundheitsversorgung anzuwenden sind.

## Qualitätsaspekte
Abweichend von allen anderen vergleichbaren Normen identifiziert DIN EN 15224 elf grundlegende Qualitätsaspekte, die auf Erfahrungen mit Organisationen der Gesundheitsversorgung beruhen sollen, die als „gut“ bewertet wurden. Die elf Qualitätsaspekte sollen für alle Dienstleistungen der Gesundheitsversorgung   beachtet, geprüft und nachgewiesen werden. Trifft ein Aspekt nicht zu, kann er mit Begründung gestrichen werden. Weitere Aspekte können ergänzt werden. Die elf Merkmale gelten als „vorausgesetzte Merkmale“ und müssen vom Patienten nicht festgelegt werden. Sie ersetzen aber nicht die „Ermittlung der Anforderungen in Bezug auf das Produkt“, wie in Abschnitt 8.2 gefordert.
Die elf Qualitätsaspekte (auch Qualitätsanforderungen oder -merkmale genannt) werden im Anhang D erläutert:
a) angemessene, richtige Versorgung
Der Patient wird untersucht und entsprechend seinem/ihrem Bedarf behandelt, wie er durch Angehörige von Heil- und Gesundheitsberufen beurteilt wird. Die Beurteilung der Bedarfe von Untersuchungen und Behandlungen sollte auf sorgfältiger Anamnese, physischer Untersuchung und Beobachtungen mit einem vertretbaren Risiko an unerwünschten Ereignissen, Komplikationen oder Nebenwirkungen beruhen. Ausgeführte Tätigkeiten (Untersuchungen und Behandlungen) sollten nicht über den festgestellten Bedarf hinausgehen.
b) Verfügbarkeit
Dienstleistungen der Gesundheitsversorgung innerhalb der Reichweite des Patienten, der diese Arte der Dienstleistung benötigt.
c) Kontinuität der Versorgung;
Es besteht eine nahtlose und optimierte Kette von Dienstleistungen  der Gesundheitsversorgung für den Patienten von der Überweisung über Untersuchungen, Behandlungen und Rehabilitation bis hin zur Evaluation/Nachsorge.
d) Wirksamkeit
Ausgeführte Tätigkeiten der Gesundheitsversorgung erhöhen die Chance eines erwarteten positiven Ergebnisses (haben eine positive Wirkung auf den Gesundheitsstatus des zu Versorgenden) im Vergleich zu nicht durchgeführten oder anderen Untersuchungen oder Behandlungen. Positive Ergebnisse können durch Verbesserung des beobachteten Zustandes dargestellt werden.
e) Effizienz
Das bestmögliche Verhältnis zwischen den erreichten Ergebnissen und den aufgewendeten Ressourcen (Raum, Gerätschaften, Material und Arbeitszeit) muss bevorzugt werden. Die Wirtschaftlichkeit wird als ein Qualitätsmerkmal im System der Gesundheitsversorgung berücksichtigt, da es die Organisation befähigt, mehr Patienten zu helfen und dadurch die Kundenzufriedenheit zu erhöhen.
f) Gleichheit
Alle Patienten mit gleichartigen und gleich schweren Bedarfen erhalten die gleiche Art  der  Gesundheitsversorgung – ungeachtet des Geschlechts und sexueller, kultureller, ethnischer, sozialer, sprachlicher oder anderweitiger Gegebenheiten. Eine Nichtdiskriminierung und keine Bevorzugung, die sich nicht auf Gesundheitsbedarfe gründet, wird als Qualitätsmerkmal im Gesundheitsversorgungssystem betrachtet.
g) evidenzbasierte/wissensbasierte Versorgung
Dienstleistungen der Gesundheitsversorgung (Untersuchungen, Behandlungen einschließlich Prävention, Pflege usw.) müssen sich auf wissenschaftliche Nachweise und/oder auf erfahrungsbegründetem Wissen/Best Practices stützen. Qualität für die Gesundheitsversorgung ist abhängig von der systematischen Anwendung von medizinischem Wissen.
h) auf den Patienten ausgerichtete Versorgung, einschließlich physischer, psychologischer und sozialer Unversehrtheit (ICF)
Dienstleistungen für die Gesundheitsversorgung müssen unter Beachtung der Werte, Präferenzen und der persönlichen Situation des Patienten bereitgestellt werden und nach der Einwilligungserklärung des Patienten und mit Blick auf die Erhaltung seiner/ihrer körperlichen  und psychologischen Unversehrtheit durchgeführt werden. Diese Aspekte werden oft auch „personalisierte Versorgung“ genannt. Wenn Gesundheitsbedarfe bestimmt werden, sollten die Gesundheitskomponenten der International Classification for Functioning, Disability and Health (ICF) der WHO zur Kategorisierung und Spezifizierung der Qualitätsanforderungen verwendet werden. Gesundheitsbedarfe, die auf ICF beruhen, können durch den Patienten und/oder durch Personen der Heil- und Gesundheitsberufe, die mit den Patienten in klinischen Prozessen zusammenarbeiten, bestimmt werden.
i) Einbeziehung der Patienten
Der Patient wird informiert, beraten und wann immer möglich in alle die ihn/sie betreffenden getroffenen Entscheidungen und durchgeführten Tätigkeiten der Gesundheitsversorgung aktiv einbezogen. Patientenbeteiligung wird als Synonym für die Einbeziehung des Patienten betrachtet.
j) Patientensicherheit
Die mit den Dienstleistungen für die Gesundheitsversorgung verbundenen Risiken müssen identifiziert werden, unter Überwachung stehen und sämtliche vermeidbare Schäden beim Patienten müssen verhindert werden. Die Durchführung von klinischen Prozessen, die nicht zu einem Schaden und nicht zu unnötigen Tätigkeiten der Gesundheitsversorgung (mit zusätzlichen Risiken und Zeitaufwand für Patienten) führen, wird als Qualitätsmerkmal von klinischen Prozessen betrachtet.
k) Rechtzeitigkeit/Zugänglichkeit
Die Dienstleistungen der Gesundheitsversorgung müssen zeitgerecht bereitgestellt werden. Die Abfolge der Tätigkeiten bei der Dienstleistungsbereitstellung muss sich, ungeachtet des sozialen Status des Patienten usw., nach den optimierten Wirksamkeiten, den ermittelten Bedarfen des Patienten, dem akuten Zustand und der Schwere der Krankheit richten.
Das Konzept der Qualitätsmerkmale wird teils als inkonsistent kritisiert: Das Merkmal i) sei schon sprachlich kein Adjektiv. Das Merkmal j) Sicherheit sei kein Merkmal der Patienten, sondern der Behandlung. Gemeint ist hier das Risiko einer Behandlung, also die Gefährlichkeit der Dienstleistung. e) und g) seien keine Qualitätsmerkmale, auch f) sei kein Merkmal der Behandlung, sondern der Zuteilung im System der Gesundheitsversorgung.

## Weitergehende Anforderungen
Die EN 15224:2016 ergänzt Anforderungen insbesondere bei folgenden Themen:
- Mehrere Geschäftsbereiche
- Dienstleister
- Risikomanagement
- Wissensmanagement
- Interne Kommunikation
- Vertraulichkeit, Schweigepflicht, Datenschutz
- Prozesse und ihre Überwachung
- Dokumentenlenkung
- Infrastruktur[4]

## Zertifizierung (Konformitätsbewertung)
EN 15224 kann für eine Zertifizierung im Rahmen des europäischen Konformitätsbewertungsverfahrens angewandt werden. Bei Zertifizierungen nach ISO 9001 werden die Auditoren die Erläuterungen der EN 15224 berücksichtigen. Die nationalen Akkreditierungsstellen werden die dafür nötigen Grundlagen (Anforderungen an Benannte Stellen, die QM-Systeme nach EN 15224 zertifizieren wollen) noch erst schaffen müssen.
Der Gesetzgeber hat die Norm bisher nicht zum Stand der Technik für QM-Systeme in der Gesundheitsversorgung erklärt. Grundlage für Qualitätsmanagement entsprechend § 135a SGB V ist bisher die Richtlinie Qualitätssicherung des G-BA. Ein QM-System nach ISO 9001 kann alle Anforderungen der Richtlinie oder der DIN EN 15224:2017-05 einschließen.
Oftmals wird die Einführung eines QM-Systems mit einer Zertifizierung gleichgesetzt. Man kann jedoch ein vollständiges QM-System einrichten, ohne sich dessen Wirksamkeit durch eine Benannte Stelle bestätigen zu lassen.
Für eine Zertifizierung im Rahmen des Europäischen Konformitätsbewertungsverfahrens wird die Umsetzung der Anforderungen in einem Audit durch eine Benannte Stelle überprüft. Im Zertifikat werden Vollständigkeit und Wirksamkeit bestätigt.
Eine Konformitätsbewertung verläuft in folgenden Schritten:
1. Informationsgespräch
2. Feststellen der Vollständigkeit der QM-Unterlagen
3. Zertifizierungsaudit
4. Korrekturmaßnahmen (sofern erforderlich)
5. Zertifikatserteilung[7]

### Vorteile
- Erläuterung der ISO 9001 für Organisationen der Gesundheitsversorgung
- Ergänzung um neuere Aspekte des Qualitätsmanagements
- anerkannte Grundlage für Konformitätsbewertungsprogramme
- Überwindung der verwirrenden Qualitätssiegel und -zertifikate
- Klarstellung zum Produkt in der Gesundheitsversorgung

### Nachteile
- Weniger bekannt als ISO 9001:2015. Bisher nur wenige Zertifikate
- Das Konzept der Qualitätsmerkmale und -anforderungen ist inkonsistent.